# Steinafjall
Steinafjall är ett berg i republiken Island. Det ligger i regionen Austurland, 280 km öster om huvudstaden Reykjavík. Toppen på Steinafjall är 449 meter över havet.